# Drôme Classic 2024
La 11e édition de la Drôme Classic (officiellement Faun Drôme Classic 2024), une course cycliste masculine sur route, a lieu en France dans le département de la Drôme le 25 février 2024. Elle fait partie du calendrier UCI ProSeries 2024 (deuxième niveau mondial) en catégorie 1.Pro.

## Présentation
La course a lieu le lendemain de l'Ardèche Classic, autre course de l'UCI ProSeries 2024.

### Parcours
Au départ d'Étoile-sur-Rhône, le parcours traverse les communes de Montoison, Montmeyran, Upie, Eurre, Allex, pour refermer la boucle à Étoile-sur-Rhône. Cette boucle est parcourue deux fois et demie, jusqu'à Allex, où le trajet part pour une boucle vers le sud en passant par Grane, Roynac et Marsanne. De retour à Grane, puis Allex, les coureurs reviennent pour l'arrivée à Étoile-sur-Rhône après 189 kilomètres. Ils doivent franchir au total seize difficultés répertoriées dont certaines à deux ou trois reprises. Dans les 25 derniers kilomètres, les cinq dernières côtes à escalader sont successivement le col de la Grande limite, le col des Roberts, la côte de Grane, le Mur d'Allex et le Plateau du Soulier franchi à huit kilomètres de l'arrivée.

### Équipes participantes
| WorldTeams (9)- Arkéa-B&B Hotels - Cofidis - Decathlon-AG2R La Mondiale - Groupama-FDJ - Intermarché-Wanty - Lidl-Trek - Soudal Quick-Step - Team dsm-firmenich PostNL - UAE Team Emirates ProTeams (6)- Bingoal WB - Israel-Premier Tech - Lotto Dstny - TotalEnergies - Tudor Pro Cycling Team - Uno-X Mobility Équipes continentales (3)- CIC U Nantes Atlantique - Nice Métropole Côte d'Azur - Van Rysel-Roubaix |
| |

### Principaux coureurs présents
Du côté des Français, le Normand Benoît Cosnefroy est présent sur cette course, le récent vainqueur du Tour des Alpes-Maritimes et du Var est en forme et a de belles ambitions. Le duo de la DSM-Firmenich : Romain Bardet et Warren Barguil est également pressenti comme favoris. Enfin le champion de France Valentin Madouas et le vainqueur de la dernière édition Anthony Perez ont également leur chance pour la victoire.
Le Suisse en manque de résultats ces dernières saisons, Marc Hirschi est présenté comme un des grands favoris notamment avec Mattias Skjelmose ou l’Espagnol Juan Ayuso. 
On retrouve en outsider Maxim Van Gils et Kevin Geniets, tous deux vainqueurs en début de saison.

### Récit de course
À 36 km de l’arrivée, Juan Ayuso et Mattias Skjelmose partent tous les deux en tête, 10 km plus loin, Bastien Tronchon, Warren Barguil, Marc Hirschi et Maxim Van Gils, sortis du peloton un peu plus tôt, reviennent sur le duo de tête. Hirschi sort du groupe d’échappée à 4 km de l’arrivée et franchit la ligne en solitaire. Quelques secondes après, son coéquipier Ayuso passe la ligne devant van Gils et Barguil.

## Classements

### Classement final
| \| Classement général \| Classement général \| Classement général \| Classement général \| Classement général \| \| Coureur \| Coureur \| Pays \| Équipe \| Temps \| \| ------------------ \| ------------------ \| ------------------ \| -------------------------- \| ------------------ \| \| 1er \| Marc Hirschi \| Suisse \| UAE Team Emirates \| 4 h 41 min 28 s \| \| 2e \| Juan Ayuso \| Espagne \| UAE Team Emirates \| + 5 s \| \| 3e \| Maxim Van Gils \| Belgique \| Lotto Dstny \| + 8 s \| \| 4e \| Warren Barguil \| France \| Team dsm-firmenich PostNL \| + 12 s \| \| 5e \| Mattias Skjelmose \| Danemark \| Lidl-Trek \| + 15 s \| \| 6e \| Bastien Tronchon \| France \| Decathlon-AG2R La Mondiale \| + 25 s \| \| 7e \| Paul Lapeira \| France \| Decathlon-AG2R La Mondiale \| + 1 min 05 s \| \| 8e \| Corbin Strong \| Nouvelle-Zélande \| Israel-Premier Tech \| + 1 min 07 s \| \| 9e \| Benoît Cosnefroy \| France \| Decathlon-AG2R La Mondiale \| + 1 min 21 s \| \| 10e \| Dorian Godon \| France \| Decathlon-AG2R La Mondiale \| + 1 min 21 s \| |                   |                  |                            |                 |
| |                   |                  |                            |                 |
| Source : ProCyclingStats |                   |                  |                            |                 |
| Classement général |                   |                  |                            |                 |
| Coureur | Coureur           | Pays             | Équipe                     | Temps           |
| 1er | Marc Hirschi      | Suisse           | UAE Team Emirates          | 4 h 41 min 28 s |
| 2e | Juan Ayuso        | Espagne          | UAE Team Emirates          | + 5 s           |
| 3e | Maxim Van Gils    | Belgique         | Lotto Dstny                | + 8 s           |
| 4e | Warren Barguil    | France           | Team dsm-firmenich PostNL  | + 12 s          |
| 5e | Mattias Skjelmose | Danemark         | Lidl-Trek                  | + 15 s          |
| 6e | Bastien Tronchon  | France           | Decathlon-AG2R La Mondiale | + 25 s          |
| 7e | Paul Lapeira      | France           | Decathlon-AG2R La Mondiale | + 1 min 05 s    |
| 8e | Corbin Strong     | Nouvelle-Zélande | Israel-Premier Tech        | + 1 min 07 s    |
| 9e | Benoît Cosnefroy  | France           | Decathlon-AG2R La Mondiale | + 1 min 21 s    |
| 10e | Dorian Godon      | France           | Decathlon-AG2R La Mondiale | + 1 min 21 s    |

## Liste des participants
| Légende | Légende                                                                    | Légende | Légende                                                    |
| ------- | -------------------------------------------------------------------------- | ------- | ---------------------------------------------------------- |
| Num     | Dossard de départ porté par le coureur sur la Drôme Classic                | Pos     | Position à l'arrivée de la course                          |
|         | Indique un maillot de champion national ou mondial, suivi de sa spécialité | NP      | Indique un coureur qui n'a pas pris le départ de la course |
| AB      | Indique un coureur qui n'a pas terminé la course                           | HD      | Indique un coureur qui a terminé la course hors des délais |
| DSQ     | Indique un coureur qui a été disqualifié de la course                      |         |                                                            |

| Cofidis COF | Cofidis COF           | Cofidis COF |
| ----------- | --------------------- | ----------- |
| Num         | Coureur               | Pos         |
| 1           | Anthony Perez (FRA)   | 35e         |
| 2           | Ion Izagirre (ESP)    | 30e         |
| 3           | Jesús Herrada (ESP)   | AB          |
| 4           | Axel Mariault (FRA)   | 20e         |
| 5           | Jonathan Lastra (ESP) | AB          |
| 6           | Harrison Wood (GBR)   | 79e         |
| 7           | Thomas Champion (FRA) | 78e         |

| Soudal Quick-Step SOQ | Soudal Quick-Step SOQ | Soudal Quick-Step SOQ |
| --------------------- | --------------------- | --------------------- |
| Num                   | Coureur               | Pos                   |
| 11                    | James Knox (GBR)      | 56e                   |
| 12                    | Paul Magnier (FRA)    | 38e                   |
| 13                    | Fausto Masnada (ITA)  | 76e                   |
| 14                    | Antoine Huby (FRA)    | 24e                   |
| 15                    | Gil Gelders (BEL)     | AB                    |
| 16                    | Louis Vervaeke (BEL)  | 37e                   |
| 17                    | Pieter Serry (BEL)    | 54e                   |

| UAE Team Emirates UAD | UAE Team Emirates UAD      | UAE Team Emirates UAD |
| --------------------- | -------------------------- | --------------------- |
| Num                   | Coureur                    | Pos                   |
| 21                    | Juan Ayuso (ESP)           | 2e                    |
| 22                    | Marc Hirschi (SUI) (route) | 1er                   |
| 24                    | Diego Ulissi (ITA)         | NP                    |
| 25                    | Sjoerd Bax (NED)           | AB                    |
| 26                    | Igor Arrieta (ESP)         | 55e                   |
| 27                    | Domen Novak (SLO)          | AB                    |

| Israel-Premier Tech IPT | Israel-Premier Tech IPT | Israel-Premier Tech IPT |
| ----------------------- | ----------------------- | ----------------------- |
| Num                     | Coureur                 | Pos                     |
| 31                      | Corbin Strong (NZL)     | 8e                      |
| 32                      | Stephen Williams (GBR)  | 83e                     |
| 33                      | Nick Schultz (AUS)      | 32e                     |
| 34                      | Marco Frigo (ITA)       | 52e                     |
| 35                      | Hugo Houle (CAN)        | AB                      |
| 36                      | Nadav Raisberg (ISR)    | 80e                     |
| 37                      | Simon Clarke (AUS)      | 32e                     |

| Intermarché-Wanty IWA | Intermarché-Wanty IWA   | Intermarché-Wanty IWA |
| --------------------- | ----------------------- | --------------------- |
| Num                   | Coureur                 | Pos                   |
| 41                    | Georg Zimmermann (GER)  | 25e                   |
| 42                    | Francesco Busatto (ITA) | 12e                   |
| 43                    | Lilian Calmejane (FRA)  | 29e                   |
| 44                    | Rune Herregodts (BEL)   | AB                    |
| 45                    | Rein Taaramäe (EST)     | AB                    |
| 46                    | Sacha Prestianni (BEL)  | 45e                   |
| 47                    | Simone Gualdi (ITA)     | 41e                   |

| Lidl-Trek LTK | Lidl-Trek LTK                   | Lidl-Trek LTK |
| ------------- | ------------------------------- | ------------- |
| Num           | Coureur                         | Pos           |
| 51            | Mattias Skjelmose (DEN) (route) | 5e            |
| 52            | Bauke Mollema (NED)             | 22e           |
| 53            | Amanuel Ghebreigzabhier (ERI)   | 31e           |
| 54            | Quinn Simmons (USA) (route)     | 64e           |
| 55            | Julien Bernard (FRA)            | 65e           |
| 56            | Louis Leidert (GER)             | AB            |
| 57            | Fabio Felline (ITA)             | 63e           |

| Groupama-FDJ GFC | Groupama-FDJ GFC               | Groupama-FDJ GFC |
| ---------------- | ------------------------------ | ---------------- |
| Num              | Coureur                        | Pos              |
| 61               | Valentin Madouas (FRA) (route) | 40e              |
| 62               | Rémy Rochas (FRA)              | 62e              |
| 63               | Kevin Geniets (LUX)            | 16e              |
| 64               | Thibaud Gruel (FRA)            | 23e              |
| 65               | Lorenzo Germani (ITA)          | AB               |
| 66               | Lars van den Berg (NED)        | NP               |
| 67               | Maxime Decomble (FRA)          | AB               |

| Team dsm-firmenich PostNL DFP | Team dsm-firmenich PostNL DFP | Team dsm-firmenich PostNL DFP |
| ----------------------------- | ----------------------------- | ----------------------------- |
| Num                           | Coureur                       | Pos                           |
| 71                            | Romain Bardet (FRA)           | 13e                           |
| 72                            | Warren Barguil (FRA)          | 4e                            |
| 73                            | Kevin Vermaerke (USA)         | 19e                           |
| 74                            | Chris Hamilton (AUS)          | 60e                           |
| 75                            | Romain Combaud (FRA)          | 74e                           |
| 76                            | Martijn Tusveld (NED)         | 75e                           |
| 77                            | Patrick Bevin (NZL)           | AB                            |

| Lotto Dstny LTD | Lotto Dstny LTD             | Lotto Dstny LTD |
| --------------- | --------------------------- | --------------- |
| Num             | Coureur                     | Pos             |
| 81              | Maxim Van Gils (BEL)        | 3e              |
| 83              | Eduardo Sepúlveda (ARG)     | AB              |
| 84              | Sylvain Moniquet (BEL)      | 50e             |
| 85              | Jonas Gregaard Wilsly (DEN) | 84e             |
| 86              | Jenno Berckmoes (BEL)       | 50e             |
| 87              | Jarrad Drizners (AUS)       | AB              |

| Decathlon-AG2R La Mondiale DAT | Decathlon-AG2R La Mondiale DAT | Decathlon-AG2R La Mondiale DAT |
| ------------------------------ | ------------------------------ | ------------------------------ |
| Num                            | Coureur                        | Pos                            |
| 91                             | Benoît Cosnefroy (FRA)         | 9e                             |
| 92                             | Dorian Godon (FRA)             |                                |
| 93                             | Clément Berthet (FRA)          | 34e                            |
| 94                             | Nans Peters (FRA)              | 26e                            |
| 95                             | Bastien Tronchon (FRA)         | 6e                             |
| 96                             | Paul Lapeira (FRA)             | 7e                             |
| 97                             | Jaakko Hänninen (FIN)          | AB                             |

| Arkéa-B&B Hotels ARK | Arkéa-B&B Hotels ARK    | Arkéa-B&B Hotels ARK |
| -------------------- | ----------------------- | -------------------- |
| Num                  | Coureur                 | Pos                  |
| 101                  | Vincenzo Albanese (ITA) | 17e                  |
| 102                  | Clément Venturini (FRA) | 15e                  |
| 103                  | Louis Barré (FRA)       | 42e                  |
| 104                  | Michel Ries (LUX)       | 58e                  |
| 105                  | Simon Guglielmi (FRA)   | 87e                  |
| 106                  | Anthony Delaplace (FRA) | 77e                  |
| 107                  | Kévin Ledanois (FRA)    | 59e                  |

| Tudor Pro Cycling Team TUD | Tudor Pro Cycling Team TUD   | Tudor Pro Cycling Team TUD |
| -------------------------- | ---------------------------- | -------------------------- |
| Num                        | Coureur                      | Pos                        |
| 111                        | Lucas Eriksson (SWE) (route) | 14e                        |
| 112                        | Simon Pellaud (SUI)          | 71e                        |
| 113                        | Sébastien Reichenbach (SUI)  | 43e                        |
| 114                        | Hannes Wilksch (GER)         | 66e                        |
| 115                        | Marco Brenner (GER)          | 81e                        |
| 116                        | Roland Thalmann (SUI)        | 44e                        |
| 117                        | Aloïs Charrin (FRA)          | 85e                        |

| Uno-X Mobility UXM | Uno-X Mobility UXM             | Uno-X Mobility UXM |
| ------------------ | ------------------------------ | ------------------ |
| Num                | Coureur                        | Pos                |
| 121                | Fredrik Dversnes (NOR) (route) | 69e                |
| 122                | Johannes Kulset (NOR)          | 21e                |
| 123                | Ådne Holter (NOR)              | 82e                |
| 124                | Simon Dalby (DEN)              | 39e                |
| 125                | Odd Christian Eiking (NOR)     | 46e                |
| 126                | Magnus Kulset (NOR)            | 67e                |

| Bingoal WB BWB | Bingoal WB BWB            | Bingoal WB BWB |
| -------------- | ------------------------- | -------------- |
| Num            | Coureur                   | Pos            |
| 131            | Marco Tizza (ITA)         | 33e            |
| 132            | Dimitri Peyskens (BEL)    | 73e            |
| 133            | Floris De Tier (BEL)      | 47e            |
| 134            | Aaron Van der Beken (BEL) | 72e            |
| 135            | Louka Matthys (BEL)       | 36e            |
| 136            | Noah Detalle (BEL)        | AB             |
| 137            | Lucas Jacques (BEL)       | AB             |

| TotalEnergies TEN | TotalEnergies TEN        | TotalEnergies TEN |
| ----------------- | ------------------------ | ----------------- |
| Num               | Coureur                  | Pos               |
| 141               | Mathieu Burgaudeau (FRA) | 18e               |
| 142               | Sandy Dujardin (FRA)     | 11e               |
| 143               | Jordan Jegat (FRA)       | 48e               |
| 144               | Alexis Vuillermoz (FRA)  | AB                |
| 145               | Alan Jousseaume (FRA)    | AB                |
| 146               | Fabien Grellier (FRA)    | AB                |
| 147               | Mattéo Vercher (FRA)     | 62e               |

| Nice Métropole Côte d'Azur NMC | Nice Métropole Côte d'Azur NMC | Nice Métropole Côte d'Azur NMC |
| ------------------------------ | ------------------------------ | ------------------------------ |
| Num                            | Coureur                        | Pos                            |
| 151                            | Jean-Louis Le Ny (FRA)         | 68e                            |
| 152                            | Alexander Konijn (NED)         | AB                             |
| 153                            | Melvin Crommelinck (FRA)       | AB                             |
| 154                            | Jonathan Couanon (FRA)         | NP                             |
| 156                            | Andrea Mifsud                  | 49e                            |
| 157                            | Alexandre Léonien (FRA)        | AB                             |

| Van Rysel-Roubaix VRR | Van Rysel-Roubaix VRR     | Van Rysel-Roubaix VRR |
| --------------------- | ------------------------- | --------------------- |
| Num                   | Coureur                   | Pos                   |
| 161                   | Maxime Jarnet (FRA)       | 86e                   |
| 162                   | Célestin Guillon (FRA)    | AB                    |
| 163                   | Maximilien Juillard (FRA) | AB                    |
| 164                   | Rémi Capron (FRA)         | 57e                   |
| 165                   | Kenny Molly (BEL)         | AB                    |

| CIC U Nantes Atlantique UCN | CIC U Nantes Atlantique UCN | CIC U Nantes Atlantique UCN |
| --------------------------- | --------------------------- | --------------------------- |
| Num                         | Coureur                     | Pos                         |
| 171                         | Clément Braz Afonso (FRA)   | 27e                         |
| 172                         | Matisse Julien (CAN)        | AB                          |
| 173                         | Antoine Hue (FRA)           | AB                          |
| 174                         | Enzo Briand (FRA)           | AB                          |
| 175                         | Artus Jaladeau (FRA)        | AB                          |
| 176                         | Léo Danès (FRA)             | 70e                         |
| 177                         | Robin Plamondon (CAN)       | 61e                         |

| Cofidis COF | Cofidis COF           | Cofidis COF |
| ----------- | --------------------- | ----------- |
| Num         | Coureur               | Pos         |
| 1           | Anthony Perez (FRA)   | 35e         |
| 2           | Ion Izagirre (ESP)    | 30e         |
| 3           | Jesús Herrada (ESP)   | AB          |
| 4           | Axel Mariault (FRA)   | 20e         |
| 5           | Jonathan Lastra (ESP) | AB          |
| 6           | Harrison Wood (GBR)   | 79e         |
| 7           | Thomas Champion (FRA) | 78e         |

| Soudal Quick-Step SOQ | Soudal Quick-Step SOQ | Soudal Quick-Step SOQ |
| --------------------- | --------------------- | --------------------- |
| Num                   | Coureur               | Pos                   |
| 11                    | James Knox (GBR)      | 56e                   |
| 12                    | Paul Magnier (FRA)    | 38e                   |
| 13                    | Fausto Masnada (ITA)  | 76e                   |
| 14                    | Antoine Huby (FRA)    | 24e                   |
| 15                    | Gil Gelders (BEL)     | AB                    |
| 16                    | Louis Vervaeke (BEL)  | 37e                   |
| 17                    | Pieter Serry (BEL)    | 54e                   |

| UAE Team Emirates UAD | UAE Team Emirates UAD      | UAE Team Emirates UAD |
| --------------------- | -------------------------- | --------------------- |
| Num                   | Coureur                    | Pos                   |
| 21                    | Juan Ayuso (ESP)           | 2e                    |
| 22                    | Marc Hirschi (SUI) (route) | 1er                   |
| 24                    | Diego Ulissi (ITA)         | NP                    |
| 25                    | Sjoerd Bax (NED)           | AB                    |
| 26                    | Igor Arrieta (ESP)         | 55e                   |
| 27                    | Domen Novak (SLO)          | AB                    |

| Israel-Premier Tech IPT | Israel-Premier Tech IPT | Israel-Premier Tech IPT |
| ----------------------- | ----------------------- | ----------------------- |
| Num                     | Coureur                 | Pos                     |
| 31                      | Corbin Strong (NZL)     | 8e                      |
| 32                      | Stephen Williams (GBR)  | 83e                     |
| 33                      | Nick Schultz (AUS)      | 32e                     |
| 34                      | Marco Frigo (ITA)       | 52e                     |
| 35                      | Hugo Houle (CAN)        | AB                      |
| 36                      | Nadav Raisberg (ISR)    | 80e                     |
| 37                      | Simon Clarke (AUS)      | 32e                     |

| Intermarché-Wanty IWA | Intermarché-Wanty IWA   | Intermarché-Wanty IWA |
| --------------------- | ----------------------- | --------------------- |
| Num                   | Coureur                 | Pos                   |
| 41                    | Georg Zimmermann (GER)  | 25e                   |
| 42                    | Francesco Busatto (ITA) | 12e                   |
| 43                    | Lilian Calmejane (FRA)  | 29e                   |
| 44                    | Rune Herregodts (BEL)   | AB                    |
| 45                    | Rein Taaramäe (EST)     | AB                    |
| 46                    | Sacha Prestianni (BEL)  | 45e                   |
| 47                    | Simone Gualdi (ITA)     | 41e                   |

| Lidl-Trek LTK | Lidl-Trek LTK                   | Lidl-Trek LTK |
| ------------- | ------------------------------- | ------------- |
| Num           | Coureur                         | Pos           |
| 51            | Mattias Skjelmose (DEN) (route) | 5e            |
| 52            | Bauke Mollema (NED)             | 22e           |
| 53            | Amanuel Ghebreigzabhier (ERI)   | 31e           |
| 54            | Quinn Simmons (USA) (route)     | 64e           |
| 55            | Julien Bernard (FRA)            | 65e           |
| 56            | Louis Leidert (GER)             | AB            |
| 57            | Fabio Felline (ITA)             | 63e           |

| Groupama-FDJ GFC | Groupama-FDJ GFC               | Groupama-FDJ GFC |
| ---------------- | ------------------------------ | ---------------- |
| Num              | Coureur                        | Pos              |
| 61               | Valentin Madouas (FRA) (route) | 40e              |
| 62               | Rémy Rochas (FRA)              | 62e              |
| 63               | Kevin Geniets (LUX)            | 16e              |
| 64               | Thibaud Gruel (FRA)            | 23e              |
| 65               | Lorenzo Germani (ITA)          | AB               |
| 66               | Lars van den Berg (NED)        | NP               |
| 67               | Maxime Decomble (FRA)          | AB               |

| Team dsm-firmenich PostNL DFP | Team dsm-firmenich PostNL DFP | Team dsm-firmenich PostNL DFP |
| ----------------------------- | ----------------------------- | ----------------------------- |
| Num                           | Coureur                       | Pos                           |
| 71                            | Romain Bardet (FRA)           | 13e                           |
| 72                            | Warren Barguil (FRA)          | 4e                            |
| 73                            | Kevin Vermaerke (USA)         | 19e                           |
| 74                            | Chris Hamilton (AUS)          | 60e                           |
| 75                            | Romain Combaud (FRA)          | 74e                           |
| 76                            | Martijn Tusveld (NED)         | 75e                           |
| 77                            | Patrick Bevin (NZL)           | AB                            |

| Lotto Dstny LTD | Lotto Dstny LTD             | Lotto Dstny LTD |
| --------------- | --------------------------- | --------------- |
| Num             | Coureur                     | Pos             |
| 81              | Maxim Van Gils (BEL)        | 3e              |
| 83              | Eduardo Sepúlveda (ARG)     | AB              |
| 84              | Sylvain Moniquet (BEL)      | 50e             |
| 85              | Jonas Gregaard Wilsly (DEN) | 84e             |
| 86              | Jenno Berckmoes (BEL)       | 50e             |
| 87              | Jarrad Drizners (AUS)       | AB              |

| Decathlon-AG2R La Mondiale DAT | Decathlon-AG2R La Mondiale DAT | Decathlon-AG2R La Mondiale DAT |
| ------------------------------ | ------------------------------ | ------------------------------ |
| Num                            | Coureur                        | Pos                            |
| 91                             | Benoît Cosnefroy (FRA)         | 9e                             |
| 92                             | Dorian Godon (FRA)             |                                |
| 93                             | Clément Berthet (FRA)          | 34e                            |
| 94                             | Nans Peters (FRA)              | 26e                            |
| 95                             | Bastien Tronchon (FRA)         | 6e                             |
| 96                             | Paul Lapeira (FRA)             | 7e                             |
| 97                             | Jaakko Hänninen (FIN)          | AB                             |

| Arkéa-B&B Hotels ARK | Arkéa-B&B Hotels ARK    | Arkéa-B&B Hotels ARK |
| -------------------- | ----------------------- | -------------------- |
| Num                  | Coureur                 | Pos                  |
| 101                  | Vincenzo Albanese (ITA) | 17e                  |
| 102                  | Clément Venturini (FRA) | 15e                  |
| 103                  | Louis Barré (FRA)       | 42e                  |
| 104                  | Michel Ries (LUX)       | 58e                  |
| 105                  | Simon Guglielmi (FRA)   | 87e                  |
| 106                  | Anthony Delaplace (FRA) | 77e                  |
| 107                  | Kévin Ledanois (FRA)    | 59e                  |

| Tudor Pro Cycling Team TUD | Tudor Pro Cycling Team TUD   | Tudor Pro Cycling Team TUD |
| -------------------------- | ---------------------------- | -------------------------- |
| Num                        | Coureur                      | Pos                        |
| 111                        | Lucas Eriksson (SWE) (route) | 14e                        |
| 112                        | Simon Pellaud (SUI)          | 71e                        |
| 113                        | Sébastien Reichenbach (SUI)  | 43e                        |
| 114                        | Hannes Wilksch (GER)         | 66e                        |
| 115                        | Marco Brenner (GER)          | 81e                        |
| 116                        | Roland Thalmann (SUI)        | 44e                        |
| 117                        | Aloïs Charrin (FRA)          | 85e                        |

| Uno-X Mobility UXM | Uno-X Mobility UXM             | Uno-X Mobility UXM |
| ------------------ | ------------------------------ | ------------------ |
| Num                | Coureur                        | Pos                |
| 121                | Fredrik Dversnes (NOR) (route) | 69e                |
| 122                | Johannes Kulset (NOR)          | 21e                |
| 123                | Ådne Holter (NOR)              | 82e                |
| 124                | Simon Dalby (DEN)              | 39e                |
| 125                | Odd Christian Eiking (NOR)     | 46e                |
| 126                | Magnus Kulset (NOR)            | 67e                |

| Bingoal WB BWB | Bingoal WB BWB            | Bingoal WB BWB |
| -------------- | ------------------------- | -------------- |
| Num            | Coureur                   | Pos            |
| 131            | Marco Tizza (ITA)         | 33e            |
| 132            | Dimitri Peyskens (BEL)    | 73e            |
| 133            | Floris De Tier (BEL)      | 47e            |
| 134            | Aaron Van der Beken (BEL) | 72e            |
| 135            | Louka Matthys (BEL)       | 36e            |
| 136            | Noah Detalle (BEL)        | AB             |
| 137            | Lucas Jacques (BEL)       | AB             |

| TotalEnergies TEN | TotalEnergies TEN        | TotalEnergies TEN |
| ----------------- | ------------------------ | ----------------- |
| Num               | Coureur                  | Pos               |
| 141               | Mathieu Burgaudeau (FRA) | 18e               |
| 142               | Sandy Dujardin (FRA)     | 11e               |
| 143               | Jordan Jegat (FRA)       | 48e               |
| 144               | Alexis Vuillermoz (FRA)  | AB                |
| 145               | Alan Jousseaume (FRA)    | AB                |
| 146               | Fabien Grellier (FRA)    | AB                |
| 147               | Mattéo Vercher (FRA)     | 62e               |

| Nice Métropole Côte d'Azur NMC | Nice Métropole Côte d'Azur NMC | Nice Métropole Côte d'Azur NMC |
| ------------------------------ | ------------------------------ | ------------------------------ |
| Num                            | Coureur                        | Pos                            |
| 151                            | Jean-Louis Le Ny (FRA)         | 68e                            |
| 152                            | Alexander Konijn (NED)         | AB                             |
| 153                            | Melvin Crommelinck (FRA)       | AB                             |
| 154                            | Jonathan Couanon (FRA)         | NP                             |
| 156                            | Andrea Mifsud                  | 49e                            |
| 157                            | Alexandre Léonien (FRA)        | AB                             |

| Van Rysel-Roubaix VRR | Van Rysel-Roubaix VRR     | Van Rysel-Roubaix VRR |
| --------------------- | ------------------------- | --------------------- |
| Num                   | Coureur                   | Pos                   |
| 161                   | Maxime Jarnet (FRA)       | 86e                   |
| 162                   | Célestin Guillon (FRA)    | AB                    |
| 163                   | Maximilien Juillard (FRA) | AB                    |
| 164                   | Rémi Capron (FRA)         | 57e                   |
| 165                   | Kenny Molly (BEL)         | AB                    |

| CIC U Nantes Atlantique UCN | CIC U Nantes Atlantique UCN | CIC U Nantes Atlantique UCN |
| --------------------------- | --------------------------- | --------------------------- |
| Num                         | Coureur                     | Pos                         |
| 171                         | Clément Braz Afonso (FRA)   | 27e                         |
| 172                         | Matisse Julien (CAN)        | AB                          |
| 173                         | Antoine Hue (FRA)           | AB                          |
| 174                         | Enzo Briand (FRA)           | AB                          |
| 175                         | Artus Jaladeau (FRA)        | AB                          |
| 176                         | Léo Danès (FRA)             | 70e                         |
| 177                         | Robin Plamondon (CAN)       | 61e                         |

### Classements UCI
La course attribue des points au Classement mondial UCI 2024 selon le barème suivant :
| Position   | 1er | 2e  | 3e  | 4e  | 5e | 6e | 7e | 8e | 9e | 10e | 11e | 12e | 13e | 14e | 15e | 16e à 30e | 31e à 40e |
| Classement | 200 | 150 | 125 | 100 | 85 | 70 | 60 | 50 | 40 | 35  | 30  | 25  | 20  | 15  | 10  | 5         | 3         |